# Pictetiella asiatica
Pictetiella asiatica är en bäcksländeart som beskrevs av Peter Zwick och Levanidova 1971. Pictetiella asiatica ingår i släktet Pictetiella och familjen rovbäcksländor. Inga underarter finns listade i Catalogue of Life.